# 禄新镇
禄新乡，是中华人民共和国广西壮族自治区来宾市武宣县下辖的一个乡镇级行政单位。

## 行政区划
禄新乡下辖以下地区：
禄村、地有村、上堂村、瑶兰村、思布村、复旦村、新学村、古杭村、长岭村、莲塘村、佛子村和大荣村。